# Bernard Etxepare

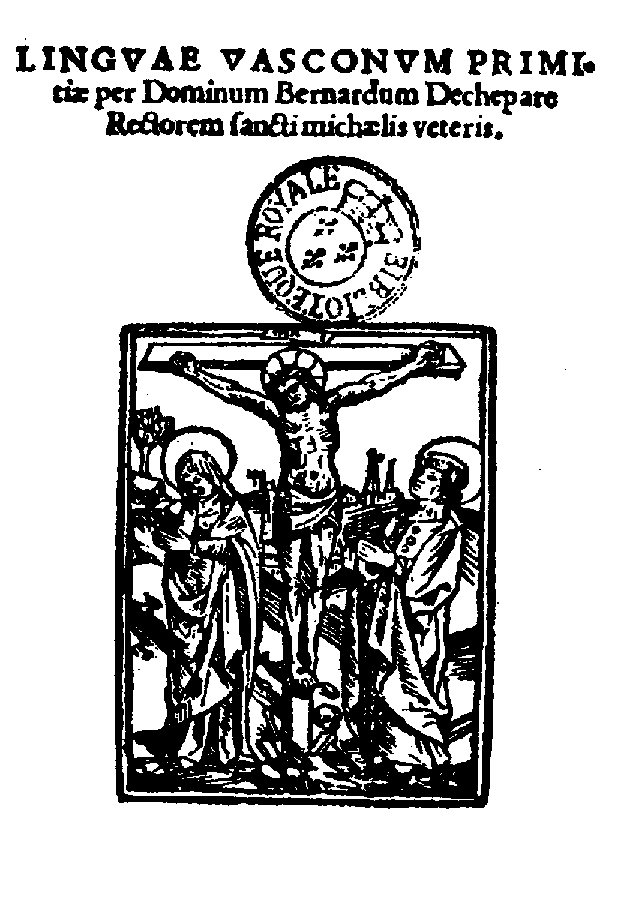
Eerste pagina uit het boek Linguae vasconum primitiæ

Bernard Etxepare (Bussunarits-Sarrasquette?, tussen 1470 en 1480 – 1545) was een Baskisch geestelijke en dichter. Andere gangbare spellingen van zijn voornaam zijn Bernat en Beñat, andere spellingen van zijn achternaam zijn Etchepare, Echepare, Echeparecoa en Dechepare. Hij is de auteur van het eerste boek dat ooit is uitgegeven in de Baskische taal, de dichtbundel Linguae vasconum primitiæ (Bordeaux, 1545).
Er is weinig over Etxepare bekend. Hij was pastoor van Saint-Michel in Neder-Navarra en vicaris van Saint-Jean-Pied-de-Port. Hij heeft waarschijnlijk tussen 1521 en 1530 gevangengezeten als vijand van de koning van Navarra in zijn strijd tegen Spanje.
Etxepare was zich er terdege van bewust dat hij het eerste boek in het Baskisch schreef, hetgeen blijkt uit de Latijnse titel (die betekent "De beginselen van het Baskisch") en uit zijn voorwoord. Behalve religieuze gedichten en een autobiografisch gedicht bevat de bundel ook twee gedichten die het Baskisch verheerlijken (Contrapas en Sautrela) en, bijzonder voor een pastoor, een aantal liefdesgedichten die vrij aards van toon zijn. De beide gedichten die het Baskisch verheerlijken zijn later op muziek gezet en worden door verschillende artiesten nog steeds gezongen.
Het enig bewaard gebleven exemplaar van Linguae vasconum primitiæ bevindt zich in de Nationale Bibliotheek van Frankrijk te Parijs.